# 陽維脈病
陽維脈病（よういみゃくびょう）とは奇経の一つである陽維脈の病である。

## 症状
主に寒熱に関わる病（冷え、発熱、悪寒等）などが起こるとされている。

## 治療
鍼灸においては陽維脈を参照。